# Montagny-les-Lanches
Montagny-les-Lanches település Franciaországban, Haute-Savoie megyében. Lakosainak száma 812 fő (2022. január 1.). Montagny-les-Lanches Chapeiry, Chavanod, Marcellaz-Albanais és Annecy községekkel határos.

## Népesség
A település népességének változása:
| Lakosok száma | 681  | 699  | 722  | 705  | 705  | 760  | 772  | 794  | 812  |
|               | 2013 | 2015 | 2016 | 2017 | 2018 | 2019 | 2020 | 2021 | 2022 |